# Aneflus poriferus
Aneflus poriferus là một loài bọ cánh cứng trong họ Cerambycidae.